# قانون السوابق القضائية
السوابق القضائية هي مجموعة من القرارات القانونية السابقة التي كتبتها المحاكم والهيئات القضائية المماثلة في سياق البت في القضايا، والتي تم فيها تحليل القانون باستخدام هذه القضايا لحل الغموض في البت في القضايا الحالية. وتُسمى هذه القرارات السابقة بـ «السوابق القضائية» أو السابقة القضائية. Stare decisis - عبارة لاتينية تعني «ما سبق اقراره»- هو المبدأ الذي يلتزم به القضاة بمثل هذه القرارات السابقة. وتميز هذه التفسيرات القضائية عن القانون التشريعي، الذي هو عبارة عن قوانين سنتها الهيئات التشريعية، والقانون التنظيمي، الذي تنشده الوكالات التنفيذية استنادا إلى القوانين. وفي بعض الولايات القضائية، يمكن تطبيق السوابق القضائية على القضاء الجاري؛ على سبيل المثال، الإجراءات الجنائية أو قانون الأسرة.

في بلدان القانون العام (بما في ذلك المملكة المتحدة والولايات المتحدة وكندا وأستراليا ونيوزيلندا)، يُعد مصطلح السوابق القضائية مرادفاً شبه دقيق للقانون العام. وهو يُستخدم في القرارات القضائية الصادرة عن محاكم استئناف مختارة، ومحاكم الابتدائية، ومحاكم الوكالات، وغيرها من الهيئات التي تضطلع بمهام قضائية.

## في أنظمة القانون العام

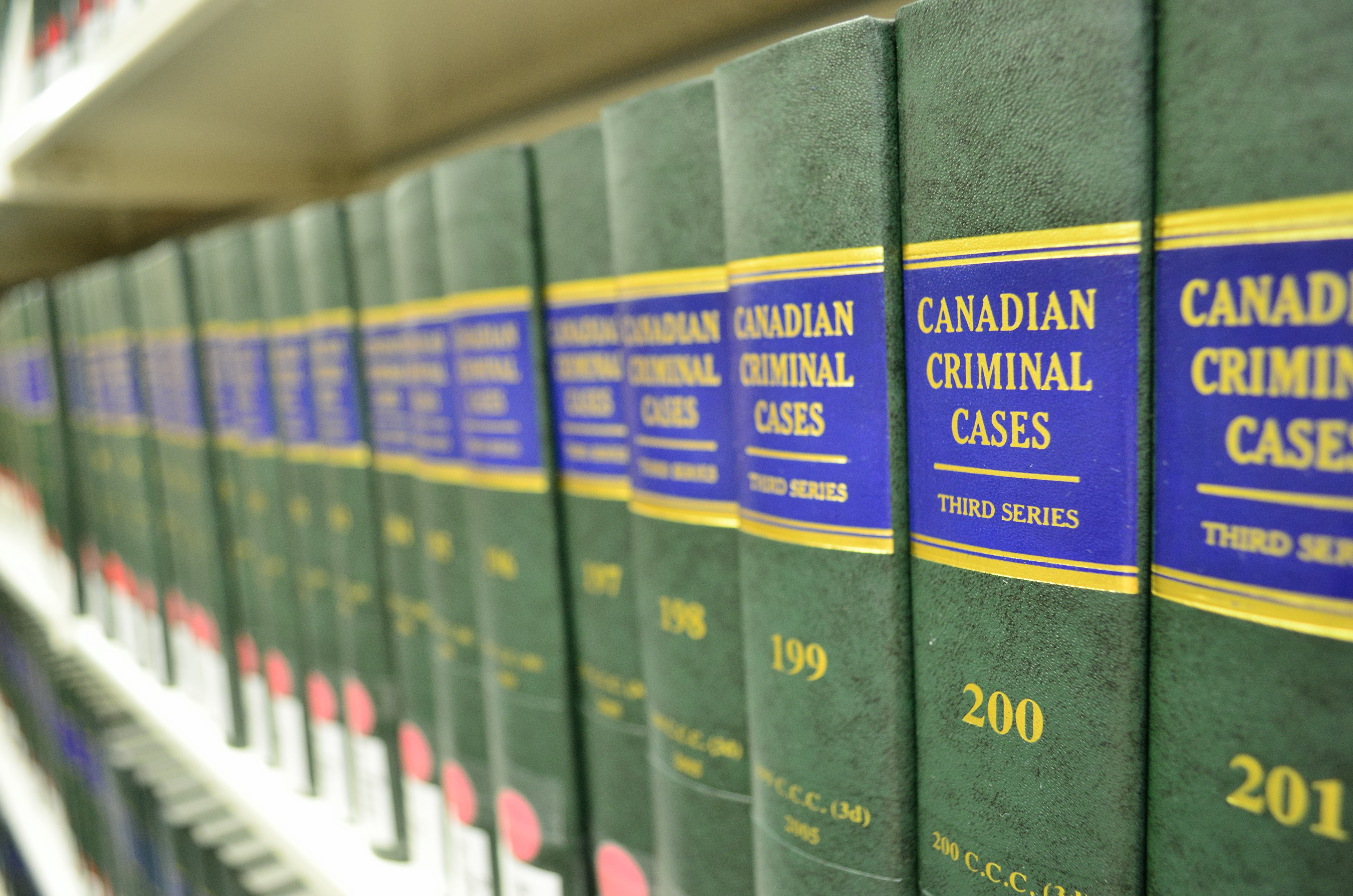
قضايا جنائية

وفي تقاليد القانون العام، تقرر المحاكم القانون المطبق على قضية ما عن طريق تفسير القوانين وتطبيق السوابق التي تسجل كيفية البت في القضايا السابقة وسبب البت فيها. وعلى النقيض من أغلب أنظمة القانون المدني، تتبع أنظمة القانون العام مبدأ اتخاذ القرار الشديد، الذي تلتزم به أغلب المحاكم بقراراتها السابقة في قضايا مماثلة.وطبقاً لقرار محكمة العدل العليا، ينبغي لجميع المحاكم الدنيا أن تتخذ قرارات تتفق مع القرارات السابقة للمحاكم العليا. على سبيل المثال، في إنكلترا، فإن المحكمة العليا ومحكمة الاستئناف كل منهما ملزمة بقراراتها السابقة، بيد أنه منذ عام 1966، يمكن للمحكمة العليا في المملكة المتحدة أن تنحرف عن قراراتها السابقة، وإن كانت نادرا ما تفعل في الواقع. ومن الأمثلة البارزة على إلغاء المحكمة لسابقتها، في حالة السيد R v Jogee؛ حيث قضت المحكمة العليا في المملكة المتحدة بأنها ومحاكم إنجلترا وويلز الأخرى أساءوا تطبيق القانون لما يقرب من 30 عاما.
وعموما، لا يكون للمحاكم العليا رقابة مباشرة على المحاكم التسجيل، حيث أنها لا تستطيع أن تصل إلى مبادرتها (دعوى قضائية) في أي وقت لتبطل أحكام المحاكم الدنيا. وعادة ما يقع العبء على عاتق المتقاضين في استئناف الأحكام (بما في ذلك الأحكام التي تشكل انتهاكاً واضحاً لقانون السوابق القضائية المعمول به) أمام المحاكم العليا. وإذا تصرف القاضي ضد السابقة ولم تستأنف الدعوى، فسيبقى القرار.
ولا يجوز للمحكمة الابتدائية أن تحكم ضد سابقة ملزمة، حتى لو شعرت أنها غير عادلة؛ قد تعبر فقط عن أملها في أن تقوم المحكمة العليا أو الهيئة التشريعية بإصلاح القاعدة المعنية. إذا اعتقدت المحكمة أن التطورات أو الاتجاهات في التفكير القانوني تجعل السابقة غير مفيدة، وترغب في التهرب منها ومساعدة القانون على التطور، فقد تقرر إما أن السابقة لا تتوافق مع السلطة اللاحقة، أو أنه يجب تمييزها ببعض الاختلافات المادية بين وقائع القضايا؛ تسمح بعض السلطات القضائية للقاضي بالتوصية بإجراء استئناف.وإذا ذهب هذا الحكم إلى الاستئناف، وستتاح لمحكمة الاستئناف فرصة إعادة النظر في كل من السابقة والقضية قيد الاستئناف، وربما الطعن في قانون الدعوى السابق بوضع سابقة جديدة لسلطة أعلى. وقد يحدث هذا عدة مرات مع سير القضية في طريقها من خلال الاستئنافات المتعاقبة. قدم اللورد دننغ، أول محكمة عدل عليا، فيما بعد من محكمة الاستئناف، مثالاً مشهورا على هذه العملية التطورية في تطوره لمفهوم الإغلاق الحكمي الذي بدأ في قضية الأشجار العالية: شركة وسط لندن العقارية المحدودة ضد شركة High Trees House Ltd [1947] K.B. 130.

## كيف يتم سن السوابق القضائية
تخلق الأدوار المختلفة لقانون السوابق القضائية في تقاليد القانون المدني والقانون العام اختلافات في الطريقة التي تصدر بها المحاكم قراراتها. وبوجه عام، تشرح محاكم القانون العام بالتفصيل الأساس القانوني وراء قراراتها، مع الاستشهاد بالتشريعات والأحكام السابقة ذات الصلة، وكثيرا ما تفسر المبادئ القانونية الأوسع نطاقا. ثم يشكل التحليل الضروري (الذي يسمى ب" ratio decidendi" وهي عبارة لاتينية تعني «النقطة في القضية التي تحدد الحكم») سابقة ملزمة للمحاكم الأخرى؛ أما التحليلات الأخرى التي لا تلزم بصرامة للبت في القضية الحالية فتسمى " dicta dicta" وتعني ما يقال بشكل عابر من قبل القاضي أو ملاحظاته، التي تشكل سلطة مقنعة ولكنها غير ملزمة من الناحية التقنية. وعلى النقيض من ذلك، فإن القرارات التي تصدر في ولايات القانون المدني تكون عموما أقصر، ولا تشير إلا إلى القوانين.
بعض الأنظمة التعددية، مثل قانون الاسكتلنديين في اسكتلندا وأنواع من ولايات القانون المدني في كيبيك ولويزيانا، لا تتناسب بدقة مع التصنيفات المزدوجة لنظام القانون العام المدني. وربما تأثرت هذه الأنواع من النظم تأثرا شديدا بتقاليد القانون العام الأنجلو - أمريكي؛ غير أن قانونها الموضوعي راسخ في تقاليد القانون المدني. ونظرا لوضعها بين نظامي القانون الرئيسيين، يشار أحيانا إلى هذين النوعين من النظم القانونية بنظم مختلطة.
كان أساتذة القانون يلعبون تقليدياً دوراً أقل كثيراً في تطوير السوابق القضائية في القانون العام مقارنة بأساتذة القانون المدني. ولأن قرارات المحاكم في تقاليد القانون المدني موجزة تاريخيا وغير قابلة رسميا لإقرار سابقة، فإن الكثير من أعمال القانون في تقاليد القانون المدني يقوم بها أكاديميون وليس قضاة؛ وهذا ما يسمى الفقه ويمكن نشره في أطروحات أو في مجلات مثل Recueil Dalloz في فرنسا. فتاريخيا، كانت محاكم القانون العام تعتمد قليلاً على المنح القانونية؛ لذلك في مطلع القرن العشرين، كان من النادر للغاية أن نرى كاتباً أكاديمياً استشهد بقرار قانوني (ربما باستثناء الكتابات الأكاديمية للقضاة البارزين مثل كوك وبلاكستون).وكثيرا ما يستشهد اليوم المؤلفين الاكاديميين في الحجج والقرارات القانونية باعتبارها سلطة مقنعة؛ وكثيراً ما يستشهد بها القضاة عندما يحاولون تنفيذ التبرير المنطقي الذي لم تعتمده محاكم أخرى بعد، أو عندما يعتقد القاضي أن إعادة صياغة القانون من جانب الاكاديميين أكثر إقناعاً مما يمكن إيجاده في السوابق القضائية. وهكذا، فإن نظم القانون العام تعتمد أحد النهج المتبعة منذ فترة طويلة في ولايات القانون المدني.
ويجوز للقضاة أن يشيروا إلى أنواع مختلفة من السلطات المقنعة للبت في قضية ما. وتشمل المصادر غير الملزمة المستشهد بها على نطاق واسع الموسوعات القانونية مثل كوربوس جريس سيكوندوم وقوانين هالسبري في انكلترا، أو العمل المنشور للجنة القانون أو معهد القانون الأمريكي. تمنح بعض الهيئات صلاحيات قانونية لإصدار توجيهات ذات سلطة مقنعة أو تأثير قانوني مماثل، مثل قانون الطرق السريعة.
وفي النظم القانونية الاتحادية أو المتعددة الولايات، قد توجد منازعات بين مختلف محاكم الاستئناف الدنيا. وفي بعض الأحيان قد لا يتم حل هذه الاختلافات، وقد يكون من الضروري التمييز بين كيفية تطبيق القانون في مقاطعة أو شعبة أو دائرة استئناف واحدة. وعادة ما لا يحل مثل هذه الخلافات سوى الاستئناف الذي تقبله محكمة الملاذ الاخير، وكثيرا ما لا تمنح هذه الطعون لاسباب عديدة.
ويجوز لاي محكمة أن تسعى إلى تمييز القضية الحالية عن قضية سابقة ملزمة، للتوصل إلى نتيجة مختلفة. ويجوز أو لا يجوز قبول صلاحية هذا التمييز عند استئناف ذلك الحكم أمام محكمة أعلى. ويجوز لمحكمة الاستئناف أيضا أن تبت في تحليل جديد ومختلف تماما عن تحليل المحاكم الابتدائية، ويجوز أو لا يجوز أن تكون ملزمة بقراراتها السابقة الخاصة بها، أو يجوز لها، على أي حال، أن تميزها عن الوقائع.
عند وجود الكثير من الاعضاء الذين يبتون في قضية، قد يكون هناك حكم واحد أو أكثر (أو تم الإبلاغ عنه). فقد سبب قرار الاغلبية يمكن ان يشكل سابقة قانونية ملزمة، ولكن قد يتم الاستشهاد بها جميعا على انها مقنعة، أو يمكن تبرير منطقها بحجة، وبصرف النظر عن قواعد الاجراءات السابقة، قد يعتمد الوزن الممنوح لاي حكم تم الإبلاغ عنه على سمعة كل من المبلغ والقضاة .

## دول الشمال
النظم القانونية لبلدان الشمال الأوروبي تدرج أحيانا في نظم القانون المدني، ولكن كفرع مستقلا، وتعتبر أحيانا منفصلة عن تقاليد القانون المدني. ففي السويد على سبيل المثال، تلعب السوابق القضائية دوراً أكثر أهمية من ذلك الذي تلعبه بعض أنظمة القانون المدني القاري. ومن حق أعلى محكمتين هما المحكمة العليا (Högsta domstolen) والمحكمة الادارية العليا (Högsta förvaltningsdomstolen) أن يضعا سابقة قانونية في الممارسة العملية ملزمة (ولكن ليس رسمياً) لجميع التطبيقات المستقبلية للقانون .ويجوز لمحاكم الاستئناف، سواء المحاكم العامة (hovrätter) أو المحاكم الإدارية (kammarrätter)، أن تصدر أيضا قرارات تعمل كأدلة لتطبيق القانون، ولكن هذه القرارات يمكن أن تنقلب عليها المحاكم العليا أو تقوم بإلغائها . ويُستخدم جزء كبير من السوابق القضائية لإثبات وجود قانون وليس إنشاء القانون، خلافاً للعديد من ولايات القانون العام.

## روابط خارجية
- قاعدة بيانات تفاعلية للأحكام الأوروبية للمحاكم الوطنية في الاتحاد الأوروبي